# Yuxarı Aralıq
Yuxarı Aralıq è un comune dell'Azerbaigian situato nel distretto di Şərur.